# Alba Reig
Alba Reig Gilabert (Alicante, 5 de mayo de 1991) es una cantante, compositora y productora española, conocida por ser integrante del grupo Sweet California.

## Carrera musical

### Con Sweet California
Desde 2013 es cantante en el grupo Sweet California, actualmente integrado por ella misma junto a Sonia Gómez y Tamara Nsue. Cuentan con más de 100.000 discos vendidos, un MTV EMA a mejor artista español, un premio DIAL de la emisora Cadena DIAL España, dos discos de oro y uno de platino, entre otros.
El grupo cuenta con 5 álbumes, algunos de ellos con reediciones (la información completa puede encontrarse en la página del grupo): Break of Day (2014), Head for the stars (2015), 3 (2016), Origen (2018) y Land of the Free (2022). También tienen un álbum recopilatorio: Hits Reloaded (2019).
Han colaborado con otros artistas, tanto en su propio proyecto (Jake Miller, Madcon, Benjamin, Jack & Jack, CD9, Juan Magán, Danny Romero) como en álbumes de otros artistas (Benjamin, Carlos Marco, Benji & Fede, Axel Muñiz).

### Composición
Desde el principio de su carrera sus composiciones formaron parte de algunas de las canciones del grupo Sweet California. Más tarde comenzó a componer para otros artistas.
En 2018 compuso junto con su pareja, María Peláe, un tema que fue finalista para representar a España en Eurovisión (“Arde”, que defendió Aitana en Operación Triunfo 2017), siendo la propia Alba quien cantó la versión de la maqueta.
Entre los artistas que cuentan con composiciones suyas (en ocasiones compuestas junto a otros artistas) se encuentran Morat, Aitana, Mario Jefferson, Kiko Rivera, Pastora Soler, María Peláe (con quien comparte la mayor parte de sus composiciones desde 2019), Martita de Graná, Marta Soto, Nia y Carlos Marco.

### Producción
Desde 2019 empezó también en paralelo a trabajar como productora musical para diversos artistas.
Especialmente destacable es el trabajo que realiza desde entonces como productora principal de María Peláe.
Es también la productora del álbum completo "Mano de Santo" de Mario Díaz, que salió en noviembre de 2024.
Otros artistas que cuentan con producciones de Alba Reig (además de María Peláe, Mario Díaz, y de algunas canciones de Sweet California, especialmente en el EP “Land of the Free”) son Mario Jefferson, Kiko Rivera, Pastora Soler, Martita de Graná, Marta Soto, Gera Márquez, Nia y Vanesa Martín.
En 2024 fue nominada para los Premios de la Academia de Música 2024 en la categoría "Productor del año" por el álbum "Al Baño María" de María Peláe.

### Otros
Ha participado como invitada en tres ocasiones en el programa Tu cara me suena, dos de ellas con Sweet California (imitando a Destiny’s Child y a The Raelettes, con Canco Rodríguez como Ray Charles), y otra como invitada de María Peláe, donde imitó a Anitta.
Junto a María Peláe también compuso el tema de la cabecera del podcast de humor Estirando el chicle, que produjo la propia Alba.
En 2020 sacó el sencillo “No me mires así” como cantante en solitario (además del de Sweet California, dispone también de perfil propio en Spotify “Alba Reig”), colaboración con su pareja María Peláe, compuesto y cantado por ambas, y producido por Alba, que cuenta con un videoclip grabado en su propia casa durante la cuarentena provocada por la pandemia de Covid-19.
En 2021 Sweet California sacó una entrevista con Carolina Iglesias (conocida en redes sociales como Percebes y Grelos) disponible en el canal de YouTube del grupo, donde cuentan varias experiencias que han tenido desde los inicios, entre ellas cómo le pidieron a Alba que ocultara su homosexualidad. Está dividida en dos vídeos.
En su cumpleaños de 2022 corrigió su año de nacimiento, que es en realidad 1991, mostrando por historias de Instagram una foto de su DNI.